# Mount Tallac
Mount Tallac je jedna z dominantních hor v okolí jezera Tahoe, v severní části pohoří Sierra Nevada. Leží na východě Kalifornie, v blízkosti hranice s Nevadou, v El Dorado County.
Má nadmořskou výšku 2 967 metrů.
Hora je považovaná za jeden z hlavních vysokohorských cílů v okolí jezera Tahoe.